# Elektronikus cégeljárás
Az elektronikus cégeljárás lényege, hogy a cégbíróság az érintett cégeket elektronikus úton jegyzi be és tartja nyilván, valamint a jogi képviselők az interneten keresztül intézhetik a cégadatok változásaival kapcsolatos ügyeit.
Az elektronikus cégeljárásról és a cégiratok elektronikus úton történő megismeréséről szóló 2003. évi LXXXI. törvény rendelkezései értelmében az elektronikus cégeljárás a cégbíróságokon 2005. január 1. és 2006. szeptember 1. között fokozatosan valósult meg. Ez kezdetben két gazdasági formára, a korlátolt felelősségű társaságra és a részvénytársaságra korlátozódott, azonban a cégnyilvánosságról, a bírósági cégeljárásról, valamint a végelszámolásról szóló 2006. évi V. törvény július 1-jétől valamennyi gazdasági társasági forma esetén biztosítja a lehetőséget, hogy bejegyzési (változásbejegyzési) kérelmüket elektronikus úton terjeszthessék elő. Ennek eredményeként a cégbíróság az érintett cégeket elektronikus úton jegyzi be és tartja nyilván.
2006. július 1-jétől a cégnyilvánosságról, a bírósági cégeljárásról és a végelszámolásról szóló 2006. évi V. törvény (cégtörvény, Ctv.) alapján az illetékes cégbíróság az érintett céggel - a jogi képviselő útján - elsődlegesen elektronikus úton közli minősített elektronikus aláírással és időbélyegzővel ellátott végzéseit. (megszűnik a papír alapú végzés)

## Az e-cégeljárásban való részvétel
Az elektronikus cégeljárásban való részvételhez elengedhetetlen az elektronikus aláírás, illetőleg az időbélyegző használata.

## Az elektronikus aláírásra vonatkozó követelmények
- A Ctv. 36. § (2) bekezdés alapján a cégeljárásban az elektronikusan küldött okiratokat minősített elektronikus aláírással és időbélyeggel kell ellátni. Ez XAdES-T típusú aláírást jelent, amelyet a MOKKA vagy az e-Szignó aláíró programban kell beállítani. A XAdES-T-nél több információt tartalmazó, a későbbi ellenőrzést megkönnyítő aláírás is alkalmazható (XAdES-X-L és XAdES-A típusú).
- A jogi képviselőnek elegendő a teljes bejegyzési kérelmet (elektronikus aktát) aláírni és időbélyegezni, nem szükséges ezt külön-külön minden egyes szkennelt és az elektronikus aktába beillesztett okiratnál alkalmazni.
- A Ctv. 16. § (4) és a 18. § (1) bekezdés alapján a céginformáció iránti kérelmet, illetve a beszámolót legalább fokozott biztonságú elektronikus aláírással kell ellátni.
- Az aláíró programnak teljesítenie kell az Igazságügyi és Rendészeti Minisztérium által közzétett műszaki követelményeket.

## Elektronikus nyomtatványok
- 2008. július 1-je után a régi papírnyomtatványok helyett csak elektronikus nyomtatványokat fogad el a bíróság.
- Nem lehetséges többé szkennelni a bejegyzési, változásbejegyzési kérelem-nyomtatványokat. Olyan kérelmet kell benyújtani, amely a számítógép számára értelmezhető, az Igazságügyi és Rendészeti Minisztérium által közzétett XML sémadefiníciónak megfelelő.
- Erre a célra több szoftver is rendelkezésre áll. A kereskedelmi programok mellett az Igazságügyi és Rendészeti Minisztérium (?) egy folyamatosan aktualizált, ingyenesen hozzáférhető (közpénzből finanszírozott) programcsomagot is biztosít. E szoftverek közös tulajdonsága a kitöltőautomatizmusok léte (pl. irányítószám, TEÁOR), illetve a kitöltés helyességének biztosítása.